# Ільма Ракуза
Ільма Ракуза (нім. Ilma Rakusa; нар. 2 січня 1946, Рімавска-Собота, Словаччина) — швейцарська письменниця та перекладачка, літературознавець.

## Життєпис
Донька словенця та угорки. Її раннє дитинство пройшло в Будапешті, Любляні та Трієсті. У 1951 році вона переїхала з батьками до Цюриха. З 1965 по 1971 рік вивчала слов'янські і романські мови в Цюриху, Парижі та Санкт-Петербурзі. В Парижі співала в російському церковному хорі. Вільно володіє вісьмома мовами: німецькою, угорською, словенською, французькою, російською, італійською, англійською і сербохорватською. На даний момент проживає в Цюриху.

## Творчість
- Острови/ Die Insel, новели (1982)
- Мірамар/ Miramar, новели (1986)
- Степи/ Steppe, новели (1990)
- Життя, 15 акронімів/ Leben. 15 Akronyme (1990)
- Les mots, morts, вірші (1992)
- Джим. 7 маленьких драм/ Jim. Sieben Dramolette (1993)
- Farbband und Randfigur (1994)
- Перекреслений світ/ Ein Strich durch alles. 90 Neunzeiler, вірші (1997)
- Love after love. Acht Abgesänge, вірші (2001)
- Єретики і класики/ Von Ketzern und Klassikern (2003)
- Langsamer! Gegen Atemlosigkeit, Akzeleration und andere Zumutungen (2005)
- Затишшя. Час/ Stille. Zeit, есей (2005)
- Крізь сніг/ Durch Schnee, розповіді і мініатюри (2006)
- Zur Sprache gehen (2006)
- Garten, Züge, розповідь і 10 віршів (2006)
- Море моря/ Mehr Meer, спогади (2009)
- Альма і море/ Alma und das Meer (2010)
- Fremdvertrautes Gelände (2011)
- Aufgerissene Blicke (2013)
- Einsamkeit mit rollendem «r» (2014)
- Autobiographisches Schreiben als Bildungsroman (2014)
- Listen, Litaneien, Loops (2016)
- Impressum: Langsames Licht (2016)

### Українські видання
- Ільма Ракуза «Море моря». Фрагменти спогадів. Переклад Христини Назаркевич. Чернівці: Книги-ХХІ, 2015.

## Премії
- Лейпцизька премія Європейського порозуміння
- Премія імені Адальберта Шаміссо
- Швейцарська літературна премія[7]